# Бьютт (округ, Айдахо)
Бьютт (англ. Butte) — округ в штате Айдахо. Административным центром является город Арко.

## История
Округ Бьютт был основан 6 февраля 1917 года. Округ получил название по крутым холмам (англ. butte — холм с крутыми склонами) на реке Снейк, служившим естественными ориентирами для охотников и исследователей. Предполагается, что первопроходцами на этих землях были Дональд Мак-Кензи и охотники принадлежавшей ему «Северо-западной пушной компании», побывавшие на территории округа в 1818 году.

## Население
По состоянию на июль 2008 года население округа составляло 2 751 человек. С 2003 года убыль населения составила на 3,74 %. Ниже приводится динамика численности населения округа.

## География
Округ Бьютт располагается в центральной части штата Айдахо. Площадь округа составляет 5 783 км², из которых 2 км² (0,03 %) занято водой.
|       | Лемхай, Кастер |            | Кларк |  |
|       | север          | Джефферсон |       |  |
| Бьютт |                | Джефферсон |       |  |
| юг    |                | Джефферсон |       |  |
| Блейн |                | Бингем     |       |  |

### Дороги
- — US 20
- — US 26
- — US 93
- — SH-22
- — SH-33

### Города округа
- Арко
- Бьютт-Сити
- Дарлингтон
- Мур
- Хоу

### Достопримечательности и охраняемые природные зоны
- Карибу-Тарги
- Лунные кратеры
- Салмон-Чаллис